# HUB Internacional para o Desenvolvimento Sustentável
O HUB Internacional para o Desenvolvimento Sustentável (HIDS) é um distrito inteligente e sustentável que está sendo planejado na cidade de Campinas, interior do estado de São Paulo. A criação do HIDS é inspirada na missão de promover a cultura do desenvolvimento sustentável, reunindo empresas e instituições que atuem como um cluster de inovação.
O HIDS nasceu a partir da oportunidade de fortalecer e direcionar os ativos e vocações da Região Metropolitana de Campinas e incentivar o cumprimento das metas da Agenda 2030 e seus 17 Objetivos de Desenvolvimento Sustentável (ODS). O planejamento do novo hub está sendo coordenado pela Universidade Estadual de Campinas (Unicamp), em parceria com a Prefeitura Municipal de Campinas, o Governo do Estado de São Paulo e outras instituições que compõem o Conselho Consultivo do HIDS, como a Cargill, a Pontifícia Universidade Católica de Campinas (PUC-Campinas), a Embrapa e o Centro Nacional de Pesquisa em Energia e Materiais (CNPEM).

## História e planejamento
O novo distrito terá 11,3 milhões de metros quadrados, ocupando o campus da Unicamp, em Barão Geraldo, o campus 1 da PUC-Campinas, as área da Facamp e do Instituto ELDORADO e a área do Polo 2 de Alta Tecnologia de Campinas (Ciatec 2), projeto idealizado nos anos 1970 pela Prefeitura de Campinas, que decidiu reservar esse território para receber empresas de base tecnológica e centros de P&D em um ambiente integrado com serviços e habitação.
Em 2013, a Unicamp adquiriu a Fazenda Argentina, uma área com 1,4 milhão de metros quadrados, contígua ao campus da Universidade, no Distrito de Barão Geraldo, em Campinas. Em sua origem, o HIDS foi imaginado como uma estrutura a ser criada na Fazenda Argentina e integrada de modo harmônico aos campi da Unicamp.  No Plano Diretor Estratégico (2018) elaborado pela Prefeitura de Campinas, a região do Ciatec II é identificada como Polo Estratégico de Desenvolvimento do município de Campinas. Ao tomar conhecimento do projeto do HIDS, a Prefeitura de Campinas se tornou parceira do projeto com objetivo de recuperar o projeto original do Polo de Alta Tecnologia  (área de 8,8 milhões de metros quadrados), no qual parte da Unicamp se encontra. Com isso, a área de planejamento do HIDS passou a ser de 11,3 milhões de metros quadrados.

## Objetivos
A proposta de um Hub Internacional para o Desenvolvimento Sustentável é construir uma estrutura que combina e articula ações e parcerias entre instituições interessadas em gerar contribuições concretas para o desenvolvimento sustentável de forma ampla. O HIDS também está sendo planejado para ser um complexo de laboratórios vivos onde novas tecnologias e produtos poderão ser desenvolvidos e testados, sempre tendo como referência que todas as atividades desenvolvidas devem ter como prerrogativa o atendimento aos princípios do desenvolvimento sustentável.
Laboratórios vivos podem ser entendidos como espaços para a constituição de comunidades de aprendizado que incluem acadêmicos de diferentes disciplinas, profissionais e usuários daquele espaço, que se envolvem conjuntamente para produzir conhecimento aplicado localmente para permitir a transição para tecnologias e práticas mais sustentáveis. Um laboratório vivo é baseado em um conceito de parceria público-privada em que firmas, poder público e cidadãos trabalham em conjunto para criar, prototipar, validar e testar novos serviços, negócios, mercados e tecnologias no contexto da vida real. Pode ser aplicado na escola das cidades, regionalidades, áreas rurais ou redes colaborativas virtuais.
Alguns exemplos de laboratórios vivos que estão sendo idealizados são: ciclo do alimento, lixo zero, avaliação de sustentabilidade e uso racional da água, projeto já iniciado a partir da criação do Brazilian Water Research Center, uma parceria da Sanasa, com a Unicamp e a Fapesp.